# Henrique Roberto Rafael
Henrique Roberto Rafael, meglio noto come Henrique (Santa Rita do Sapucaí, 23 agosto 1993), è un calciatore brasiliano con cittadinanza bulgara, attaccante del Londrina.

## Palmarès

### Club

#### Competizioni nazionali
- Coppa di Bulgaria: 1

CSKA Sofia: 2020-2021